# Yann Queffélec

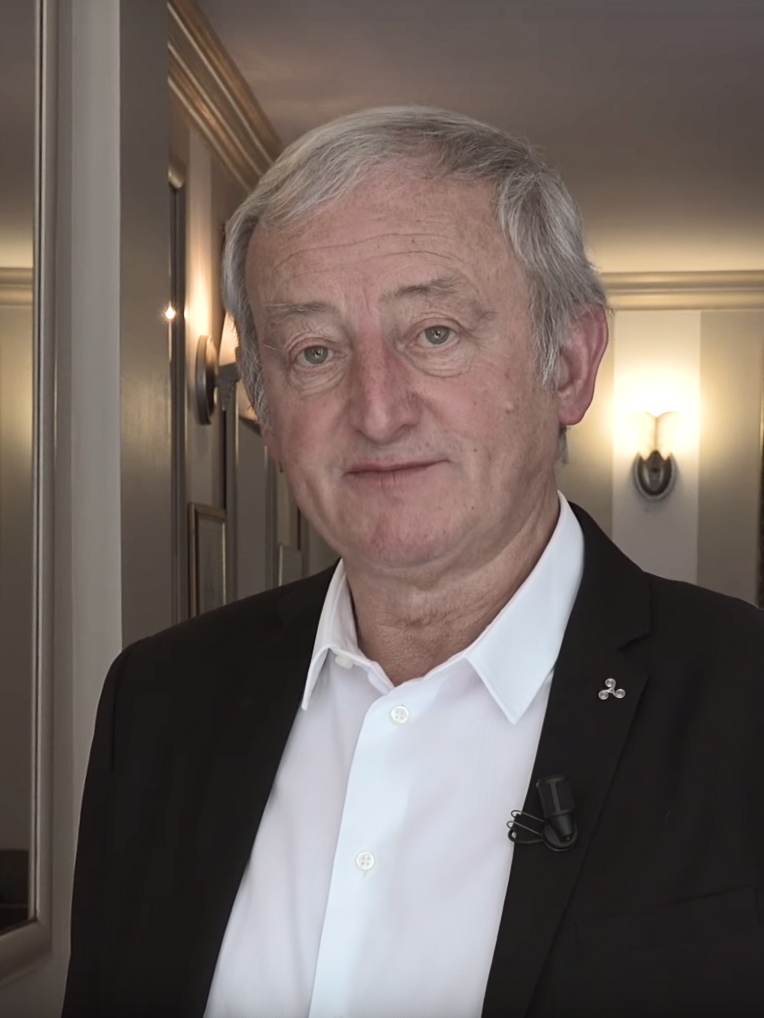
Yann Queffélec (2018)

Yann Queffélec (* 4. September 1949 in Paris, Frankreich) ist ein französischer Schriftsteller.
Queffélec wurde als Sohn des Schriftstellers Henri Queffélec und Bruder der Pianistin Anne Queffélec geboren. In seinen Anfängen arbeitete er für eine lokale Wochenzeitung als Literaturkritiker. Dort arbeitete er auch eine Biografie zu Béla Bartók aus, die im Jahre 1981 veröffentlicht wurde.
Im Jahre 1983 veröffentlichte Queffélec seinen ersten Roman, Le Charme noir. Zwei Jahre später folgte der zweite Roman, Les Noces barbares, der im Jahre 1987 unter dem Namen „Barbarische Hochzeit“ von der belgischen Regisseurin Marion Hänsel  verfilmt wurde. Für den Roman wurde Queffélec mit dem französischen Literaturpreis Prix Goncourt ausgezeichnet.
Queffélec war mit der Pianistin Brigitte Engerer verheiratet und hat eine Tochter mit ihr.

## Werke
- Béla Bartók. Mazarine, Paris 1981.
- Le Charme noir. Gallimard, Paris 1983.
- Les Noces barbares. (Prix Goncourt), Gallimard Paris 1985, ISBN 2-07-070232-4.
  - deutsch: Barbarische Hochzeit. Übersetzt von Andrea Spingler. Suhrkamp Taschenbuch, Frankfurt am Main 1989, ISBN 3-518-38182-2.
- La Femme sous l'horizon. Juillard, Paris 1988, ISBN 2-260-00545-4.
  - deutsch: Tita. Übersetzt von Sylvie Antz. Suhrkamp Taschenbuch, Frankfurt am Main 1991, ISBN 3-518-38424-4.
- Le Maître des chimères. Juillard, Paris 1990.
  - deutsch: Der Geisterbeschwörer. Übersetzt von Hinrich Schmidt-Henkel, Suhrkamp, Frankfurt am Main 1993, ISBN 3-518-40535-7.
- Prends garde au loup. Juillard, Paris 1992.
  - deutsch: Hüte Dich vor dem Wolf. Übersetzt von Andrea Spingler. Suhrkamp, Frankfurt am Main 2001, ISBN 3-518-39692-7.
- La Menace. France loisirs, Paris 1993, ISBN 2-7242-7730-9.
- Disparue dans la nuit. Grasset, Paris 1994, ISBN 2-246-48661-0.
  - deutsch: Lena in der Nacht. Übersetzt von Michael Hofmann, Piper, München/ Zürich 1998, ISBN 3-492-22698-1.
- Et la Force d'aimer. Grasset, Paris 1996, ISBN 2-253-14425-8.
  - deutsch: Die Macht der Liebe.  Übersetzt von Michael Hofmann, Piper, München/ Zürich 1999, ISBN 2-253-14425-8.
- Noir Animal ou la Menace. Bartillat, Paris 1997, ISBN 2-84100-099-0.
- Happy birthday Sara. Grasse, Paris 1998, ISBN 2-246-51451-7.
- Osmose.  Laffont, Paris 2000, ISBN 2-221-08823-9.
  - deutsch: Nellys Lachen. Übersetzt von Doris Heinemann, Goldmann, München 2005, ISBN 3-442-73279-4.
- Boris après l'amour. Fayard, Paris 2002, ISBN 2-213-60875-X.
- Vert cruel. Bartillat, Paris 2003, ISBN 2-84100-300-0.
- La Dégustation, Fayard, Paris 2003, ISBN 2-213-62669-3.
- Moi et toi. Fayard, Paris 2004, ISBN 2-213-61666-3.
- Affamés. Fayard, Paris 2004, ISBN 2-213-62218-3.
- Ma première femme. Fayard, Paris 2005, ISBN 2-213-62251-5.
- L'Amante. Fayard, Paris 2008, ISBN 978-2-253-12026-1.
- Mineure. Éd. blanche, Paris 2006, ISBN 2-84628-137-8.
- Le plus heureux des hommes. Fayard, Paris 2007, ISBN 978-2-213-62766-3.
- L'amour est fou. Fayard, Paris 2007, ISBN 978-2-213-62501-0.
- Passions criminelles. Fayard, Paris 2008, ISBN 978-2-213-63503-3.
- Tabarly. Archipel, Paris 2008, ISBN 978-2-8098-0034-0.
- Adieu Bugaled Breizh. Éditions du rocher, Monaco 2009, ISBN 978-2-268-06792-6.
- La Puissance des corps, Fayard, Paris 2009, ISBN 978-2-213-62767-0.
- Les Sables du Jubaland, Plon, Paris 2010, ISBN 978-2-259-21218-2.
- Les Oubliés du vent, Sammlung von Kurzgeschichten. Éd du rocher, Monaco 2010, ISBN 978-2-268-06913-5.
- Dictionnaire amoureux de la Bretagne. Plon-Fayard, Paris 2013, ISBN 978-2-259-18610-0.
- La Traversée du Petit Poucet. Éd. du rocher, Monaco 2013, ISBN 978-2-268-07473-3.
- Chaque jour est une fin Désirable. Éditions Guérin, Chamonix 2014.
- L’Homme de ma vie. Éditions Guérin, Chamonix 2015, ISBN 978-2-35221-088-7.
- Dictionnaire amoureux de la mer. Plon, Paris 2018.
- Naissance d’un Goncourt. Calmann-Lévy, Paris 2018.
- Demain est une autre nuit. Calmann-Lévy, Paris  2019.
- La MeParisr et au-delà. Calmann-Lévy, Paris 2020.
- D'où vient l'amour. Calmann-Lévy, Paris 2022.
- Mit Henri Queffelec: Suite armoricaine. Le Cherche Midi, Paris 2023.